# Las gatitas y ratones de Porcel
Las Gatitas y Ratones de Porcel fue un programa de televisión humorístico argentino, emitido entre 1987 y 1990, protagonizado por Jorge Porcel.

## Descripción
Se destacó por sketchs como "El Rofo" –sátira de un vendedor de periódicos parodiando a la telenovela de los años 70 y 80, "El Rafa"–, el carnicero y La Tota y la Porota –caricatura de dos vecinas porteñas, interpretadas por Porcel y Jorge Luz–.
En este programa, Porcel popularizó su frase "¿no es fino?" tras contar un chiste, como respuesta a muchos críticos de espectáculos que en aquel momento denostaban el humor de Porcel y Alberto Olmedo diciendo que era grosero y chabacano, del mismo modo Jorge Porcel también se lucía cantando boleros.
También se caracterizó por tener un muy nutrido elenco con Porcel a la cabeza y secundado por Jorge Luz, Javier Portales, Roberto Goyeneche, Graciela Alfano, Beba Bidart, Délfor Medina, Tito Mendoza, Mario Sánchez, Carlos Rotundo, Ignacio Quirós, Adolfo García Grau, Chico Novarro, Diana Maggi, Guillermo Blanco, Ana María Giunta, Amalia "Yuyito" González, Beatriz Salomón, Georgina Barbarossa, Adriana Brodsky, Judith Gabbani, Katja Alemann, Susana Torales, Leticia Moreira, Miguel Jordán, Marlen Lecler, Mirtha Jacobo, Marixa Balli, Cecilia Narova y Liliana Chesco y figuras invitadas como Moria Casán.

## Gatitas
El elenco de Las Gatitas estaba compuesto por una galería de bellas y exóticas vedettes entre ellas figuraban Sandra Villarruel, María Fernanda Callejón, Claudia Santos, Mónica Guido, Sandra Callejón, Paula Domínguez, Patricia Lato, Andrea Del Fratte, María Gianmaría, Mariela Beltrán, Irem Bekter, Sabina Dematteis, Isabel Bardó, Marcela Báez, Paula Eiranova, Sandra Rubio, Sandra Miguez, Leonor Miniño, Cali Adinolfi, Barbara Si, Sarita Carreras, Betty Villar, Ana Marelli, Teresita Rouge, Carmen Carrasco, Estela González, Bambina, Adriana Mendoza, Cristina Girona, Roxana Gumuzio, Claudia Valenzuela, Karina Ranni, Violeta Rivero, Marcela Núñez, Carla Domato, Patricia Dolar, Marixa Balli y Mariana Rucó.

## Renovación no aceptada
En el año 1990 el programa cambió de nombre, pasándose a llamar Las bebitas y bebotes de Porcel y adoptando una forma de humor más inocente e ingenuo, pero estas modificaciones no fueron bien aceptadas por el público y el programa no repitió el éxito de los años anteriores, siendo levantado a los pocos meses.
Contaba también con el segmento La Tota y la Porota, en donde Porcel representaba a la Tota y el destacado cómico argentino Jorge Luz a la Porota. En este sketch siempre había un invitado y según declaraciones del propio Jorge Luz, tenía que ir con tiempo ya que improvisaban tanto que filmaban horas y horas. Tuvo tanto éxito que llegó a convertirse en un programa propio por Telefe en 1994.

## Cortina musical
La presentación era con el ballet, vestido de gatos como en la obra musical Cats, bailando la canción Brazilian Rhyme, compuesta por Milton Nascimento e interpretada por Earth, Wind & Fire. Esta canción quedó íntimamente vinculada al programa.

## Desarrollo del Intro
Las primeras temporadas se distinguen por una introducción más rudimentaria pues los mismos modelos y actrices literalmente se visten como personajes de la obra musical Cats, incluso imitando actitudes felinas de un modo teatral más marcado, Inmediatamente después de la pieza de Earth, Wind & Fire viene otro número musical pequeño con una pieza compuesta en estilo Jazz y Funk, asimismo los títulos de programa aun son realizados en base analógica sobrepuesta con letras color verde destacando al principio el nombre de la empresa Telearte S.A. realizadora en principio del programa.
Para las últimas temporadas la introducción se pule más al recibir efectos digitales con letras rojas giratorias. A partir de este momento las gatitas reciben un nuevo atuendo el cual consiste en un leotardo de una sola pierna junto con maquillaje felino más serio y menos teatral que el anterior, omitiendo las pelucas coloridas estilo Catsy usando su cabello natural. Los hombres reciben un nuevo traje de baile acorde al nuevo intro mucho más parecido a un musical de Broadway, las chicas son maquilladas al estilo femme-fatale felina, asimismo después de la primera canción, llega una melodía de origen Latin-Funk con una rutina de baile más elaborada y coreografiada. En ambos casos en la segunda parte de la introducción siempre incluye la imitación de los maullidos en forma picaresca.